# Eleição municipal de Caxias do Sul em 1982
A Eleição municipal de 1982 em Caxias do Sul ocorreu em 15 de Novembro de 1982. Também no dia 15, ocorreram as eleições para renovar as 21 cadeiras da Câmara Municipal da cidade.

## Eleições

### Prefeitura
Devido à regra de sublegenda vigente na época, ao invés de se eleger o candidato mais votado entre todos, elegia-se o candidato mais votado do partido mais votado.
| Turno único 15 de novembro de 1982 | Turno único 15 de novembro de 1982 | Turno único 15 de novembro de 1982 | Turno único 15 de novembro de 1982 | Turno único 15 de novembro de 1982 |
| Candidatos                         | Candidatos                         | Votos                              | %                                  | %                                  |
| ---------------------------------- | ---------------------------------- | ---------------------------------- | ---------------------------------- | ---------------------------------- |
|                                    | PMDB                               | 49.098                             | 49,0 / 100,0                       | 9.0                                |
| Victorio Trez                      | 43.660                             | 43,5 / 100,0                       |                                    | 9.0                                |
| Clovis Drago                       | 5.438                              | 4,5 / 100,0                        |                                    | 9.0                                |
|                                    | PDS                                | 31.694                             | 31,6 / 100,0                       | 10.4                               |
| Mário David Vanin                  | 25.297                             | 25,2 / 100,0                       |                                    | 10.4                               |
| Carlos Alberto Muratore            | 6.397                              | 6,4 / 100,0                        |                                    | 10.4                               |
|                                    | PDT                                | 17.651                             | 17,6 / 100,0                       | novo                               |
| Dorvelino Mincotto                 | 9.322                              | 9,3 / 100,0                        |                                    | novo                               |
| Leopoldo Claus                     | 4.398                              | 4,4 / 100,0                        |                                    | novo                               |
| Sady Pinto Guedes                  | 3.931                              | 3,9 / 100,0                        |                                    | novo                               |
|                                    | PT                                 | 1.842                              | 1,9 / 100,0                        | novo                               |
| Jaime Rodrigues                    | 1.842                              | 1,9 / 100,0                        |                                    | novo                               |
| Votos válidos                      | Votos válidos                      | 100.285                            | 100,0 / 100,0                      | —                                  |
| Votos válidos                      | Votos válidos                      | 100.285                            | 88,6 / 100,0                       | —                                  |
| Votos em branco                    | Votos em branco                    | 10.694                             | 9,5 / 100,0                        |                                    |
| Votos nulos                        | Votos nulos                        | 2.197                              | 1,9 / 100,0                        |                                    |
| Comparecimento                     | Comparecimento                     | 113.158                            | 100,0 / 100,0                      |                                    |
| Comparecimento                     | Comparecimento                     | 113.158                            | 92,2 / 100,0                       |                                    |
| Abstenções                         | Abstenções                         | 14 341                             | 7,8 / 100,0                        |                                    |
| Eleitorado apto                    | Eleitorado apto                    | 122.701                            | 100,0 / 100,0                      |                                    |

### Câmara de Vereadores

#### Resumo
| Partido         | Partido         | Votos   | %             | %     | Vereadores | Vereadores |
| --------------- | --------------- | ------- | ------------- | ----- | ---------- | ---------- |
|                 | PMDB            | 45.396  | 45,7 / 100,0  | 11.8% | 10 / 21    | 2          |
|                 | PDS             | 32.977  | 33,2 / 100,0  | 9.3%  | 7 / 21     | 2          |
|                 | PDT             | 19.051  | 19,2 / 100,0  | novo  | 4 / 21     | novo       |
|                 | PT              | 1.867   | 1,9 / 100,0   | novo  | 0 / 21     | novo       |
| Votos válidos   | Votos válidos   | 99.291  | 100,0 / 100,0 | —     | —          | —          |
| Votos válidos   | Votos válidos   | 99.291  | 87,7 / 100,0  | —     | —          | —          |
| Votos em branco | Votos em branco | 11.299  | 10,0 / 100,0  | —     | —          | —          |
| Votos nulos     | Votos nulos     | 2.568   | 2,3 / 100,0   | —     | —          | —          |
| Comparecimento  | Comparecimento  | 113.158 | 100,0 / 100,0 | —     | —          | —          |
| Comparecimento  | Comparecimento  | 113.158 | 92,2 / 100,0  | —     | —          | —          |
| Abstenções      | Abstenções      | 14 341  | 7,8 / 100,0   | —     | —          | —          |
| Eleitorado apto | Eleitorado apto | 122.701 | 100,0 / 100,0 | —     | —          | —          |